# Malcolm McMahon
Pour les articles homonymes, voir McMahon.
 (avril 2020).
Malcolm McMahon, né le 14 juin 1949 à Londres, est un religieux catholique anglais, membre de l'ordre des Prêcheurs, archevêque de Liverpool de mars 2014 à avril 2025.

## Biographie
Né à Londres, second de trois frères, il étudie la mécanique et travaille comme ingénieur pour le London Transport avant de s'engager dans l'ordre des Prêcheurs (dominicains) en 1976. Il prononce ses vœux religieux en 1977, poursuit ses études de philosophie au Blackfriars Hall à Oxford et de théologie au Heythrop College (en), au sein de l'université de Londres.
Il est ordonné prêtre le 26 juin 1982 par le cardinal Basil Hume, O.S.B., alors archevêque de Westminster.
Il est alors nommé aumônier de l'institut de technologie de Leicester. Après un rapide passage par Newcastle comme prieur et curé c'est à Londres qu'il exerce la plus grande partie de son ministère, successivement comme économe provincial, prieur et curé du prieuré Saint-Dominique et enfin comme provincial de l'ordre des prêcheurs élus en 1992 et réélu en 1996. En avril 2000, il devient prieur du Blackfriars d'Oxford
Nommé par Jean-Paul II évêque de Nottingham le 7 novembre 2000, il reçoit l'ordination épiscopale des mains de son prédécesseur, James McGuinness le 8 décembre suivant.
Le 21 mars 2014, le pape François le transfère au siège métropolitain de Liverpool où il succède à Patrick Kelly qui avait démissionné pour raison de santé début 2013. Il est installé dans ses fonctions le 1er mai suivant. Conformément au code de droit canonique, en tant que nouvel archevêque métropolitain, il reçoit le pallium des mains du pape le 29 juin 2014.
Le 5 avril 2025, le pape François accepte sa démission pour raison d'âge et nomme John Sherrington (en) puis lui succéder.